# Dama col ventaglio
Dama col ventaglio è un dipinto di Ferdinand Bol. Eseguito tra il 1645 e il 1650, è conservato nella National Gallery di Londra.

## Descrizione
La dama non è stata identificata, ma comunque probabilmente la donna è nobile o comunque benestante per i suoi gioielli ed la qualità del ventaglio, grazie al suo abbigliamento si può fare una datazione approssimativa e L'analisi del dipinto rivela alcuni pentimenti nel disegno, indicando leggere modifiche compositive a esecuzione in corso.